# 天主教布雷西亞教區
天主教布雷西亞教區（拉丁語：Dioecesis Brixiensis），是義大利一個天主教教區。屬米蘭總教區。
教區包括布雷西亞省的大部分以及貝加莫省小部。2012年有教友956,500人，佔總人口84.2%。有473個堂區、司鐸985名。現任教區主教為盧恰諾·莫納里。

## 歷史
傳統上教區第一位主教是聖亞納多留斯（一或三世紀），而第一位有文獻記載的主教參加了342至344年舉行的撒迪卡主教會議。